# 早乙女宏美

早乙女 宏美（さおとめ ひろみ、1963年6月20日 - ）は、日本の女優、著作家、ストリッパー、SMパフォーマー、活動弁士、日本で唯一の切腹パフォーマンス・アーティストと言われている。また、アンダーグラウンド文化に造詣が深く、その方面での著作が多くある。

## 人物
ストリップとしてのショーは独り芝居風に仕立てて、その中で自分で自分を縛る自縛や切腹演技を物語に沿って演じるというやり方で、新作を創るごとに踊りを習い選曲もする本格的なもので、局部を見せることはない。演目は『サロメ』、『阿部定事件』、『マタ・ハリ』、『八百屋お七』、『未来のイヴ』などに材をとって構成した舞台を作っている。
小劇場での舞台は吊りのための縄やろうそく、滑車、切腹演技に必要な刀、血糊などを用いて演技に真実味を持たせている。
活動は多岐にわたり、学園祭や老人ホームでのヌードショーなども行っている。
幼少の頃からクラシック・バレエやジャズダンスを習っており、ステージ上のパフォーマンスによく生かされている。
21歳の頃、SM雑誌に撮影日記の連載を載せたところ、その女優の視点からの現場報告が業界誌の中で話題となり、他誌からの依頼も受けるようになり、ライターとしての仕事も始めるようになる。
サディズム、マゾヒズムのイベント、サディスティックサーカスは2005年から参加して切腹ショーを恒例で行っている。
アロマテラピストととしても活動している。

## 経歴
17歳の時に歌舞伎町のノーパン喫茶で働き始め、そこで知り合った友人の勧めで雑誌のヌードモデルをしたり、のぞき部屋でオナニーショーなどを始める。その後、縛られ役でのSMビデオやピンク映画に進出する。
1983年、六本木のSMバー、『SAMM』の専属となってショーを開始する。
1985年、ピンク映画専門の映画祭、ズームアップ映画祭で、第7回ズームアップ映画祭助演女優賞を受賞する。
1986年からSMショー専門のストリッパーとして全国を回る。
1988年、原宿歩行者天国の中、横断歩道橋での逆さ吊りパフォーマンスを決行。この年、山海塾のメンバーの下で修業を積む。
1997年4月、新宿にあった『SMパブ劇場ボンデージ』で週に3回、ショーを行う。
1999年10月、ストリップ記者クラブのプロデュースで船橋若松劇場で開催された、『日本異色ストリップ50年史』という企画で金粉ショーを行う。
杉本彩主演、『花と蛇』（2004年3月13日公開、東映）にSMアドバイザーとして参加。
2005年、女性だけで構成され、女性客だけを対象にストリップを行うこともある『紅薔薇座』にもメンバーとして加わり、自縛、切腹ショーを行っている。
2007年、スポーツアロマテラピーを学び、アロマテラピストとして活動開始。
2009年11月から2013年9月まで銀座のSMバー、『ブラックハート』のママを務める。店内ではSM小説の朗読会を行う『被虐ふぁんたじあ』というイベントや、女性限定で自縛の講義を定期的に開催、ママを退任した後も定期的に行っている。
これまでに5回、都内にあるSM関係の会員制図書館の『風俗資料館』で、自身が企画した『切腹懇親会』を行っている。
2014年3月に札幌市に移住、同地を拠点に活動を始める。

## 出演

### 成人映画
- 親切ぶり強漢（主演、1983年6月、東活）
- 股いれ墨（主演、1983年10月、東活）
- はじけた果肉（1983年12月、東活）
- もう我慢できない（主演、1984年1月、東活）
- 縄姉妹 奇妙な果実（1984年2月17日、にっかつ）
- 淫欲の果て（1984年2月、東活）
- 痴漢露出狂（1984年3月、東活）
- 暴行ゲーム 柔肌の絶頂（1984年4月、東映セントラルフィルム）
- あの手この手の強漢（1984年4月、東活）
- 蒼い体験 花芯のいたみ（1984年6月、ミリオンフィルム）
- すべすべのロリコン（主演、1984年6月、東活）
- ロリータONANIE（1984年8月、新東宝）
- 女子大生 連続ONANIE（1984年10月、新東宝映画）
- THE SM（1984年11月、ミリオンフィルム）
- 独りいたずら（主演、1984年11月、東活）
- 狙われた母娘（1984年12月、ミリオンフィルム）
- 実録生撮りONANIE（1984年12月、新東宝映画）
- 緊縛 鞭とハイヒール（1985年1月、新東宝映画、涼子役）美容師見習いの女役、改題『緊縛 ハイヒールの女王』『ハイヒールの女王』
- 美女SMテクニック（1985年1月、新東宝映画）
- 乱行エクスタシー夫人（1985年1月、大蔵映画）
- ヴァージンプレイ（1985年1月、東活）
- ザ・折檻（1985年2月23日、にっかつ）
- 赤い実験室 私を虐めて下さい（1985年2月28日、獅子プロダクション）
- BLONDEバイブ ONANIE（1985年2月、新東宝映画）
- 女流ポルノ作家 濡れて立つ（1985年2月、大蔵映画）
- ザ・ベストONANIE（1985年2月、新東宝映画）ビデオタイトル『いけない事と思いながら』
- 性感インサイド（1985年3月、東活）
- 白い制服 今日子のONANIE（主演、1985年3月、新東宝映画）
- 倒錯みだれ縄（1985年4月、新東宝映画）
- 本番スペシャル（1985年4月、東活）
- 地下鉄連続レイプ（1985年5月22日、にっかつ）
- 初入門（1985年5月、東活）
- 青い制服を剥ぐ（1985年5月、大蔵映画）
- 早く抱かれたい（1985年7月、東活）
- 痴漢二面相（1985年8月、東活）
- 逆さ吊し縛り縄（主演、1985年9月、新東宝映画）メグ役、第7回ZOOM-UP映画祭助演女優賞受賞作、改題『激しいSEX 異常愛撫』
- 制服のセックスハント（1985年9月、東活）
- 猟色SM緊縛（主演、1985年10月、大蔵映画）
- 味くらべ母娘妻（1985年10月、東活）
- 女子大生 激射快感マッサージ（主演、1985年11月、ミリオンフィルム）
- 痴漢と制服（主演、1985年11月、新東宝映画）恵役
- OL誘拐犯 剥ぐ!（1985年12月14日、にっかつ）
- 緊縛の仕置（1985年12月、新東宝映画）ビデオタイトル『ザ・SMレズ』
- 密室凌辱18人（1985年、新東宝映画）
- ザ・クライマックス ロリータ凌辱（1985年6月、ミリオンフィルム）
- 若妻密室暴行事件（1985年6月、新東宝映画）
- 緊縛 縄の陶酔（主演、1985年7月、新東宝映画）池田麻美役
- 秘肉なぶり縄（1985年7月、新東宝映画）
- 団地妻尻奴隷（1985年9月28日、にっかつ）
- 逆さ吊し縛り縄（1985年9月、新東宝映画）主演、メグ役
- 実録生撮り ONANIE2 絶頂編（1985年9月、新東宝映画）
- 痴漢と制服（主演、1985年11月、新東宝映画）
- 友情の性感帯（1985年11月、東活）
- すけべギャル（1985年12月、東活）
- 縄!吊し責め（1985年12月、新東宝映画）
- 三井綾子 倒錯縄責め（1985年、新東宝映画）
- 地獄のローパー、緊縛・SM・18才（主演、1986年2月、国映、メグ役）ビデオタイトル『「SM18才」クレーン、宙吊り』英語版タイトル『S&M Hunter』
- 緊縛縄化粧（1986年3月、新東宝映画）
- 実写!!裏撮りONANIE（主演、1986年4月、新東宝映画）圭子役、改題『本番ONANIE 見られて感じる』
- 秘苑SM体験（主演、1986年4月、大蔵映画）
- 地下鉄連続レイプ OL狩り（1986年8月23日、にっかつ）
- 痴漢電車 いたずら（1986年9月、新東宝映画）
- ヴァージンころばし（1986年10月、東活）
- 若妻を狙う（1986年12月、東活）
- SM 倫子のおもらし（1986年、新東宝映画）改題『おもらしドール 淫行の極致』
- セミ・ドキュメント 離婚妻の性（1986年12月、新東宝映画）
- マゾの快感（1987年1月、東活）
- 大人の変態（1987年2月、東活）
- ザ・凌辱（主演、1987年4月、新東宝映画）倫子役、ビデオタイトル『獣漢オオカミ』
- 妻たちの不倫 濡れる（主演、1987年11月、新東宝映画）
- ザ・ONANIE倶楽部 女子大生篇（1990年1月、エクセスフィルム）
- 狂乱!！ハードバイブONANIE（1991年6月8日、新東宝映画）
- 拷問水責め（1992年5月、エクセスフィルム）改題『折檻水地獄』
- SM集団蝋責め（1992年11月6日、エクセスフィルム）
- 巨尻折檻（1993年2月5日、エクセスフィルム）改題『痴女の本能 凄まじい性反応!』、柳美沙緒役
- 人妻パチンカー 玉ころがし（引退作、1996年12月13日、エクセスフィルム）如月真子役、改題『恥知らずシリーズ　不倫依存症の妻』
- 新任教師 野本美穂 恥肉の裏授業（2003年12月26日、エクセスフィルム）女子大生役、ビデオタイトル『団鬼六 女教師・肉の復讐』
- 縛師 Bakushi（2008年5月31日、スローラーナー アットエンタテインメント）

### 一般映画
- スパンキング・ラヴ(1995年5月6日、大映)
- 殺人無頼帖（2000年、DK Production）
- 縄文式2（2001年5月5日、DK Production）
- 狼少年（2002年1月12日、神話会）小屋の女役
- ふたつの女（2006年9月2日、DK Production）

### テレビドラマ
- 妖しい傷あとの美女 江戸川乱歩の「陰獣」（1985年3月9日、テレビ朝日）
- 侠客・幡随院長兵衛（1995年10月6日、テレビ東京）

## ビデオ・DVD
- 排泄狂騒曲 汚辱の肉縄（1983年、アートビデオ）内山恵子名義
- ザッツ本番テイメント 女子高生バナナ白書（1984年、宇宙企画）他、中村京子
- ハードSM本番 M(マゾ)女優（1985年、芳友舎）
- 狂態・玉虫色（1985年、シルバースタジオ）共演、山村裕美、藤冴子
- 濡れて立つ（1986年、エフ・エム・サプライ）
- 痴漢ONANIE電車（1986年、エフ・エム・サプライ）共演、杉本未央、水上乱
- 細縄ギリギリ褌・食い込む情念（1987年2月、不二企画）他、中原恵美
- ムレる黒ゴム・廃屋徹底凌辱責め（1987年3月、不二企画）
- 全裸股縄・屈曲椅子縛り（1987年、不二企画）他、杉下なおみ
- マゾヒスティック・ラブ・ストーリー（1990年、ミリオン出版）
- とりぷるでグロッキー（1990年、冨士ビデオ）
- 花に死にせば（1991年、ミリオン出版）他、原田美江
- Ladys Panty Revolution 2（2002年1月16日、GIGA）他、多数
- Mの極 呪殺 人妻切腹記（2006年12月10日、KMC）共演、浅葱アゲハ
- 早乙女宏美 悲壮美（2013年5月20日、風俗資料館）

発売日不明
- 屋根裏の緊縛 駿河問い縄地獄（不二企画）
- 女腹切り〔冷たい夜〕より 中康弘通に捧げる（不二企画）
- 女剣士・二人切腹（不二企画）他、春原悠理
- 女学生・腹切り（不二企画）
- 白装束・腹切り（不二企画）
- 女事務員 猿轡羞恥縛り（不二企画）
- 女囚縛り 変形菱縄（不二企画）
- おんないぬ 2・冬子犬と宏美犬（不二企画）
- 猿ぐつわ高手小手（不二企画）
- 凄絶!!哀憐顔面嬲り（不二企画）
- 髪吊り拷問・宏美が泣く被虐の極到（不二企画）
- 髪吊り縄・地獄絵縛り（不二企画）
- 胸縄Ｘ字縛り 亀甲菱縄・股間掛け（不二企画）
- 棕櫚縄縛り 鼻責め顔面嬲り（不二企画）
- 青竹開股縛り 宏美拷問縄（不二企画）
- 砂の女 拷問海岸（不二企画）
- スパンキングひみつ倶楽部 6（不二企画）
- セーラー服縄慕情（不二企画）他、佐藤まゆみ
- セーラー服鼻玩弄（不二企画）
- セーラー服晒し刑（不二企画）
- セーラー服連縛・背徳股縄責め（不二企画）他、藤野裕花
- 処女股縄刑 セーラー服晒し縛り（不二企画）共演、佐藤真弓、杉並雪枝
- 緊縛セーラー服・裾まくり羞恥責め（不二企画）他、佐藤まゆみ、安田夏美
- 濡木痴夢男緊縛美外伝 5 秘蔵版（不二企画）
- ガスマスクとラバーコート 緊縛死景（不二企画）他、春原悠理
- 全裸女体ふんどし・尻肉羞恥責め（不二企画）他、佐伯リカ、中条奈保美、望月麻子
- 全裸緊縛・乳首揉み揉みなぶり（不二企画）
- 縛られた女学生 夜のベランダ拷問（不二企画）他、佐藤まゆみ、南章子
- 尼僧縄なぶり 背徳の黒衣凌辱（不二企画）他、近江亜紀、安田夏美
- 濡木痴夢男の緊美研ビデオ・第163回（不二企画）他、沢戸冬木、春原悠理
- 緊美研ビデオスペシャル 5 艶色縄地獄（不二企画）
- 緊美研ビデオスペシャル 9 縄つき屋上散歩（不二企画）
- 超豊満巨乳縛り・愛虐縄（不二企画）他、近江亜紀、春原悠理
- 悲虐の女・早乙女宏美 凄絶!!哀憐顔面嬲り（不二企画）
- 濡木流 縛り方講座 1（不二企画）
- 主婦狩り地獄シリーズ 主婦と酔いどれポラロイド（BON企画）
- フェティッシュボンデージ 12 声を奪われた熟女達（BON企画）
- 快厳令（レオックスビデオ）
- 悪戯 猿轡（ラビット）他、多数
- 奴婢 其の参（ワールド・エキスプレス）他、紅月あや、まみ、水野ほとり
- 人妻呪縛地獄絵図（麒麟堂）
- 人妻呪縛地獄絵図 第二章（麒麟堂）他、浅葱アゲハ
- SMメルヘン 鶴の恩返し（h.m.p）
- ザ・SM 女子大生サドマゾ白書（VIP）
- 汚されたレオタード（三和プロモーション）
- 卯月妙子その世界 第二章（ワイルド・サイド）

## 舞台・舞踏・SM、自縛ショー・切腹パフォーマンス（ストリップ劇場を除く）
- 『色葉恋流鼠(いろはこいるざん)柿本人麻呂異聞』（1991年10月9、10日、ル・ピリエ）
- 『art project 2000』（1991年、ラフォーレ原宿）
- オープン記念パーティー（1993年6月3日、大塚 ブラック&ホワイト）
- 『快楽亭ブラック (2代目) 毒演会 vol.15』（1994年8月8日、ル・ピリエ）
- 『縛りのプロローグ』（1998年7月27日、新宿ロフトプラスワン）
- 劇団シアター・アンネフォール、キタムラアラタ演出
  - 『BLASTED～爆風～』（2004年10月6日-10日、シアターΧ、11月19、20日、大阪府立男女共同参画・青少年センター）ケイト役
  - 『BUDDHA』（2006年12月2、3日、ストライプハウスギャラリー）
  - 『Buddha12 ブッダがみた12の風景』（2007年12月5日-9日、横浜市 BankART1929、2007年12月15、16日、京都市 Art Complex 1928）
  - 『華蛇が私の足にまとわりついて』（2011年11月20日-、常圓寺 (新宿区)）蛇役
- サディスティックpoint vol.4（2005年7月16日、那覇市 free style cafe S-point）
- サディスティックサーカス

- 2005年7月17日、西麻布、WAREHOUSE
- 2006年9月17日、西麻布、WAREHOUSE
- 2007年7月15日、西麻布、WAREHOUSE）
- 2008年9月14日、東京キネマ倶楽部
- 2010年7月17日、Shibuya O-EAST
- 2011年10月2日、西麻布、WAREHOUSE
- 2012年9月29日、新宿FACE
- 「春の演芸会」2013年4月14日、大田区 黒湯天然温泉ヌーランドさがみ湯
- 2013年9月15日、新宿FACE
- 「春の演芸会」2014年4月20日、大田区 黒湯天然温泉ヌーランドさがみ湯

- 2014年9月14日、新宿FACE
- 「春の演芸会」2015年4月18日、綱島温泉
- 2015年9月20日、ディファ有明
- 2016年4月17日、銀座ビアホールライオン
- 2016年9月24日、ディファ有明
- 2017年4月22日、新宿FACE
- 2017年9月9日、ディファ有明
- 2018年4月21日、ディファ有明
- 2019年9月7日、新宿 FACE

- サディステック groove

- 2005年11月6日、沖縄県 groove

- 2006年4月15、16日、沖縄県 groove

- 『LUNE PRODUCE 2005 BURLESQUE』（2005年12月14日、ディ・プラッツ）
- TATTOO PARTY

- 2005年12月16日、柏市 CLUB WARTER

- 2006年8月5日、柏市 CLUB WARTER

- 浅葱アゲハと共演（2006年12月1、2日、豊田市 ナイトラウンジフルーツパーティー）
- 『愛してるナイト』（2007年1月23日、歌舞伎町 シャングリラ）
- サディスティックpoint69（2007年6月9日、那覇市 Pool&DartsBar Ole）
- 早乙女宏美 特別公演!（2007年6月10日、沖縄県 LIVE CAFE WEB SPACE）
- 『「裸の女房」の出版を祝う会』（2009年6月6日、銀座 白いばら）
- 新宿フェティッシュナイト（2009年6月26、27日、歌舞伎町 Cafe&Bar BE-WAVE）
- 『田中欣一の気まぐれBar「Kin'sバー」』（2010年6月4日、新宿 観音スタジオ）
- 『田中欣一フェスティバル』（2010年8月7日、新宿 観音スタジオ）
- 『女王様の毒艶会 敬老の日スペシャル』（2012年9月17日、シアターPOO）
- SMファン感謝祭・第一幕（2012年12月23日、新宿 シアターPOO）
- 『団鬼六師を偲ぶ集い 鴇色の蹴出し』（2013年10月27日、赤坂 歌楽歌良屋）
- 『切腹×舞踏×ポルノ もうひとりのわたしが見上げる空』（2014年10月25日、CONTE-SAPPORO）
- 『怪談』

- 2015年8月8日、CONTE-SAPPORO
- 2016年8月20日、つくば市 小田古民家 華の幹

- 2016年8月21日、東京 千駄木STOODIO

- 『誰も知らなかった真実の夜 vol.1』（2015年12月11日、小樽市 BAR ボンズ）
- 『くんずほぐれつ卍』

- 2016年3月27日、CONTE-SAPPORO
- 2017年4月23日、小樽市 BAR ボンズ

- 2017年8月6日、CONTE-SAPPORO
- 2017年12月24日、小樽市 BAR ボンズ

- FANTASIC ZOO vol. 1.5（2017年4月5日、札幌市 BAR Sting Ray）
- ビザールカオティックパレード2017（2017年10月28日、札幌市 DUCE オリエンタルホテル内）
- 『憂国ラプソディ』（2017年11月19日、OYOYOまち×アートセンターさっぽろ）
- BAR-BARA 22TH ANNIVERSARY PARTY（2018年2月11日、京都市 グリース）
- TOKYO FREAKOUT LAND（2018年9月17日、浅草六区ゆめまち劇場）
- 『幻想 ゆきおんな』（2018年12月23日、札幌市 レッドベリースタジオ）
- Queens Bar REY 6周年イベント（2019年5月18日、札幌市 SMバー REY）
- 『フェティッシュフェスティバル』

- 2020年9月13日、札幌市 ライブハウス ふぁーすて
- 2022年6月26日、札幌市 CLUB ANIMA
- 2022年10月8日、札幌市 CLUB ANIMA

- 2023年9月10日、札幌市 CLUB ANIMA
- 2024年5月12日、HADES SAPPORO

- 『がらんどうの庭』

- 2021年9月29日、札幌市 Agt

- 2022年7月15日、札幌市 Agt

- 『INOCHI』（2023年5月24日、札幌 北乃家）
- 『秘宝館 ナイトメア』（2023年10月7日、札幌市 ラグリグラ劇場）
- 『EROS-美と快楽の闇を彷徨うものたち』（2023年11月23日～11月29日、京都 green&garden）

## 講演・トークショー・司会進行
- 『そろそろSMについて語ろうか』（1999年5月21日、新宿ロフトプラスワン）
- 『卯月妙子の艶夜vol.1』（1999年9月10日、新宿ロフトプラスワン）
- 『「縄文式2」公開記念』（2001年5月7日、中野武蔵野ホール）
- 『「狼少年」外伝 寺山修司の末裔が作った映画』（2002年2月9日、新宿ロフトプラスワン）
- 『映画「花と蛇」公開記念SM緊縛イベント「縄師・有末剛の伝統緊縛の世界」』（2004年1月16日、新宿ロフトプラスワン）
- 『ダーティ工藤のダーティズム宣言!!!』（2006年8月14日、新宿ネイキッドロフト）
- 『ピンク×緊縛!!緊縛写真家、田中欣一とエロスの巨匠たちの夕べ』（2009年3月18日、新宿ロフトプラスワン）
- 『美濃村晃(喜多玲子)生誕90周年記念展示「昭和異端風俗絵模様」』（2010年6月26日、銀座 ヴァニラ画廊）
- 『冬縛』（2011年1月29、30日、渋谷 クラブ アクシス）一縄会主催
- 『18禁と8ミリ』（2011年3月25日、京都市 ART COMPLEX1928）
- 『昭和的心の美学』(2011年8月13日、銀座 ヴァニラ画廊)
- 『アートをぶった斬る!!トークイベント』（2011年10月1日、CONTE-SAPPORO）
- 『第1回 日本初あぶのーまる雑誌「奇譚クラブ」とは』（2016年3月18日、札幌市 レトロスペース・坂会館）
- 『一夜限りの「置屋bar」』

- 2016年5月6日、札幌市 鴨々堂

- 2016年12月23日、札幌市 鴨々堂

- 『第2回 ｢O嬢の物語｣とは』（2016年7月8日、札幌市 レトロスペース・坂会館）
- 『第3回 ｢O嬢の物語｣vol.2』（2017年6月2日、札幌市 レトロスペース・坂会館）
- 『復活!いとしのロマンポルノ』（2017年6月24、25日、OYOYOまち×アートセンターさっぽろ）
- 『第4回 ストリップ劇場の今昔物語』（2018年7月6日、札幌市 レトロスペース・坂会館）
- 『日本酒の会 夏』（2019年8月17日、札幌 Bar＆Gallery 卍）
- 『悲壮美の世界』（2019年10月18日、札幌 Bar＆Gallery 卍）
- 『生と死のドラマ』（2019年10月25日、札幌 Bar＆Gallery 卍）
- 『葬送の海』（2020年11月14日、札幌 Bar＆Gallery 卍）
- 『裸的群像伝特集』（2022年12月18日、シネマハウス大塚）

## 活弁
- 話術研究会 蛙の会
  - 『瀧の白糸』（2006年9月3日、江東区 門仲天井ホール）
  - 『キートンの鍛冶屋』（2008年10月19日、江東区 門仲天井ホール）
  - 『豪勇ロイド』（2009年11月1日、江東区 門仲天井ホール）
  - 『カンガルーの誕生日』（2011年10月16日、江東区 門仲天井ホール）
  - 『ロイドの巨人征服』（2014年8月3日、荒川区 日暮里サニーホール）

## 出版

### 著書
- 性の仕事師たち（1998年9月25日、河出文庫）
- ヒロミのこれがSMだ（2000年4月14日、河出文庫）
- 「奇譚クラブ」の人々（2003年4月10日、河出文庫）北原童夢との共著
- ロマンポルノ女優（2006年3月20日、河出i文庫）
- 切腹之書 第一～十号（2008年6月15日-、同人誌）
- 切腹叢書 第一号（2015年4月、同人誌）

### コラム
連載
- 小説SMセレクト（東京三世社）

- 『宏美の快感緊縛日記』（1985年1月-1985年7月号）

- 『宏美の快姦散歩』（1985年8月号-）

- SMセレクト（東京三世社）

- 『実践 SMセミナー』（1988年8月-1989年7月号）

- 『宏美の快姦散歩 PART 2』（1989年12月-1990年6月号）

- S&Mスナイパー（ミリオン出版）

- 『早乙女宏美の達人対談』（1993年1月-1994年12月号、全23回）
- 『早乙女宏美のカルトAD探偵団』（1995年3月-1996年3月号、全13回）
- 『社長の時代』（1996年5-7月号、全3回）
- 『エロスの鉄人』（1996年8月-1998年2月号、全19回）

- 『男と女のSM曼華鏡』（1998年7月-2000年1月号、全19回）
- 『SMジェネレーション』（2000年2月-12月号、全11回）
- 『早乙女宏美の昭和散歩道 さよならストリップ劇場』（2001年1月-2002年10月号）

- 『緊縛されるココロ』（SMネット、2008年10月号-2013年12月号、全32回、サニー出版）
- 『ココロの扉』（マニア倶楽部、2014年1月号- 三和出版）

単発
- 『ストリップ ナマ板VS踊り子』（『セックスというお仕事 女が見た女を売る女たち』所収、1990年12月26日、宝島社）
- 『切腹はひとつの文化なのです』（S&Mスナイパー、1995年2月号、ミリオン出版）
- 『一人縛りクイーン・ヒロミは露出症』（『別冊宝島320 変態さんがいく2 こんな世界があったのか!』所収、1997年7月16日、宝島社）
- 『私の運命を変えたロマンポルノ』（『日活1971～1988撮影所が育んだ才能たち』所収、2017年4月25日、ワイズ出版）

### 写真集
- 1994 ストリッパーズ名鑑（1994年3月15日、写真家 原芳市、風雅書房）他、多数
- アラキグラフ（1996年7月5日、光文社、写真家 荒木経惟）他、多数
- 切腹写真大全（2002年、永田社）
- NIOUHASU 匂う蓮（2012年2月、ヴァニラ画廊）切腹写真集、自作小説『蓮の誘惑』含む
- ともしび写真集1 夕日の部屋（2012年、風俗資料館）緊縛写真集

## 個展
- 早乙女宏美の切腹幻想展（2012年9月9日、新宿風俗資料館）
- SOTARO個展 早乙女宏美切腹写真「春に死す」（2014年5月22日-6月9日、カフェ百日紅）
- 『銀壮両刃造短刀想(ぎんそうもろはづくりたんとうそう)』（2019年10月16-31日、札幌 Bar＆Gallery 卍）切腹写真展

## その他
- 情怨（切腹DVD、2014年4月28日、風俗資料館）ロスアンゼルス、ネオノワール映画祭短編映画部門銅賞受賞
- 早乙女宏美モデル懐刀『雪』（2012年）早乙女宏美の切腹に霊感を得て作られた短刀
- 縄・早乙女流（2010年5月28日、peaches brand）早乙女宏美監修の緊縛用縄